# Santiago Gubern i Fàbregas
Santiago Gubern i Fàbregas (Barcelona 1875 - 1960) fou un advocat i polític català. Estudià dret a la Universitat de Barcelona, on es va llicenciar el 1897. Alhora va formar part del Centre Escolar Catalanista, on va conèixer Francesc Cambó, Josep Puig i Cadafalch i Enric Prat de la Riba, i de la Unió Catalanista. També va col·laborar a diverses publicacions com Joventut i La Renaixença. Malgrat les seves desavinences amb Enric Prat de la Riba fou un dels darrers directors d'El Poble Català, al qual s'hi publicà un article atribuït a ell i pel que fou agredit a l'entrada de casa seva per un grup de carlins.
Participà en la fundació del Centre Nacionalista Republicà i en fou diputat a la Diputació de Barcelona el 1909-1913 i en fou president el 1912. Tanmateix, després del fracàs del Pacte de Sant Gervasi deixà la política activa per tal de dedicar-se a treballar d'advocat i a publicar articles a la Revista Jurídica de Catalunya.
El 1933 fou nomenat membre de la junta de govern del Col·legi d'Advocats de Barcelona i degut a la seva fama com a advocat el 24 de maig de 1934 fou nomenat president del Tribunal de Cassació pel president Lluís Companys. Des del seu càrrec participà en els debats jurídics i donà el vistiplau a les competències de la Generalitat de Catalunya per a aprovar la llei de Contractes de Conreu, cosa que provocà conflictes amb el govern espanyol i els fets del sis d'octubre de 1934.
Després de les eleccions generals espanyoles de 1936 fou confirmat en el seu càrrec, però un cop esclatà la guerra civil espanyola es va enemistar amb els elements anarquistes a causa de la seva oposició als tribunals populars promoguts per Eduardo Barriobero y Herrán, de tal manera que el 22 de juliol de 1936 va patir un atemptat de la FAI del qual sortí il·lès. Això i una campanya de desprestigi engegada per La Batalla, òrgan del Partit Obrer d'Unificació Marxista van provocar que el setembre de 1936 dimitís i marxés a l'exili amb ajuda del cònsol de Noruega.
Es va establir a Marsella, on aprofità els seus coneixements de dret marítim i defensà el retorn a la República de vaixells mercants de la companyia Sota y Aznar embargats per França, de tal manera que el 1938 aconseguí que els retornessin. També va reprendre la seva amistat amb Francesc Cambó i Joan Ventosa i Calvell. El 1942 tornà a Catalunya i va viure al marge de les activitats públiques, treballant al seu bufet d'advocats fins a la seva mort.